# Ablautus schlingeri
Ablautus schlingeri är en tvåvingeart som beskrevs av Wilcox 1966. Ablautus schlingeri ingår i släktet Ablautus och familjen rovflugor.
Artens utbredningsområde är Kalifornien. Inga underarter finns listade i Catalogue of Life.